# مواطن من الدرجة الثانية (رواية)
مواطن من الدرجة الثانية هي رواية للكاتبة النيجيرية بوتشي إيميتشيتا صدرت عام 1974، نُشرت لأول مرة في لندن عن دار أليسون وبوسبي، حررتها مارغريت بوسبي. نشرت لاحقًا في الولايات المتحدة عن دار جورج برازيلر في عام 1975.

## القصة
الرواية عن قصة مؤثرة لامرأة نيجيرية واسعة الحيلة آدا، والتي كان يستخف بها الجميع. أثناء نشأتها، لم يكن والداها، وخاصة والدها، يريدان إرسالها إلى المدرسة، فهو يعتقد أن تعليم المرأة سينتهي في مطبخ زوجها، على عكس شقيقها الأصغر الصبي الذي أرسل إلى المدرسة في سن مبكرة، بعد وقوع حادث. سمح لها بالذهاب إلى المدرسة، وكانت لا تعلم أنها كانت طالبة ذكية، وبعد تعليمها الدراسة الابتدائية، انتقلت إلى مدرستها الثانوية وتخرجت من مدرستها الثانوية وتزوجت بدون من فرانسيس، والتي كانت تعتقد أنها ستعامل بشكل جيد من قبل زوجها فرانسيس. الذي عاملها بشكل لطيف، ولكن بمجرد وصولهم إلى لندن تغير تجاهها وتجاه أطفالها. ولأن آدا امرأة قوية لم تعتمد على زوجها، فقد تغلبت على الهيمنة القبلية الصارمة على المرأة ونكسات لا حصر لها لتحقق حياة مستقلة لنفسها وغالبًا ما توصف الرواية لأطفالها بأنها شبه سيرة ذاتية. رحلة بطلة الرواية آدا من نيجيريا إلى لندن - حيث على الرغم من الظروف المعيشية الفظيعة والزواج العنيف، "تجد ملجأ في حلمها بأن تصبح كاتبة" - وتتبع الرواية عن كثب مسار إيميتشيتا كمؤلفة.